# Химн (роман)
„Химн“ (на английски: Anthem) е антиутопичен научнофантастичен роман на Айн Ранд, публикуван през 1937 г. Действието се развива в неопределен бъдещ момент, когато човешкият род е навлязъл в тъмна епоха в резултат на злините на ирационализма и колективизма и слабата социалистическа мисъл и икономика. Технологичният напредък е стриктно планиран (когато се проявява изобщо), а понятието „индивидуалност“ е заличено (пример е изчезването на думата „аз“ от речника на хората). Това е първата творба на Ранд, в която тя прави ясно разграничение между колективистичните ценности на равенството и братството и продуктивните ценности на постиженията и индивидуализма.
Книгата излиза на българския книжен пазар през 2010 г., публикувана от издателска къща МаК  и издателство Изток-Запад.  Книгата е придружена с аудиодиск, текста чете Татяна Лолова.